# Јован Оленевски
Јован Оленевски  или  Јован Одески (Иван Васиљевич Калинин, 11. септембар 1854, Оленевка - 24. јул (6. август) 1951) је свештеномученик и светитељ Руске православне цркве .
Рођен је 1854. од сељанке Ксеније Ивановне Калинине. Отац је непознат. Студирао је у земској школи у селу Оленевка. Бавио се опанчарством, плео рукавице и шалове. Од детињства је био строг, посвећен посту и молитви. Живео је са мајком у малој старој кући у близини цркве. Након смрти своје сестре, бринуо се о 4 нећака. Певао је у селу Веденска у цркви на празнике, читао псалме, био канонарх.
Путовао је по светим местима, посећивао локалне духовнике. Према усменом предању, ходочастио је у Свету земљу.
Уживао је велики ауторитет међу верницима који су му долазили по савет чак и из удаљених места. Био је поштован због праведног живота, способности утехе у невољама и тугама, давања одговора на било свако питање, омогућавања оздрављења душе и тела.
Када му је 1918. године, током револуционарних нереда, стара кућа у цркви изгорела, парохијани су му саградили нову са гвозденим кровом.
1920. рукоположен је у чин јерођакона. Служио је у цркви Введенска у селу Оленевка.
Отац Јован је био надалеко познат, многи су од њега тражили духовно водство или изљечење од болести. 1924. године у локалној штампи против у оквиру револуционарне борбе против религиозности, покренута је кампања против јерођакона Јована. Одузета му је кућа. Након тога живео је код рођака или духовне деце у суседним селима.
1930. године, након хапшења монаха, цркве Введенску у селу Оленевка, Јован је почео да служи као ђакон у цркви Светог Тројице у селу Соловтсовка, као и у цркви у селу Николаевка. У јуну исте године, заједно са свештенством и парохијанима, спречио је заузимање цркве Светог Тројства од стране обновитеља, на челу са обновитељским „архиепископом“ Николајем Розановом, који је стигао у Соловтсовку.
8. априла 1932. Јован је ухапшен. Оптужен је да је учествовао је у "контрареволуционарној организацији црквењака Истински православци", заједно са великом групом сеоског свештенства пензанске епархије. Окривљен је за "узнемирење путем ходочасника у посети", за "сејање верске заразе и спровођење скривеног рада усмереног на ремећење мера совјетске владе". Током испитивања одбио је да се изјасни којој "струји" Православна црква он припада.
14. маја 1932. године, посебна тројка при опуномоћеном представништву ОГПУ-а на територији Средње Волге, осуђени су на протеривање с територије на 3 године, али је 22. маја пуштен.
Вратио се да живи у селу Оленевка, где је добио сопствену кућну ћелију, где су му долазили верници. Пензански свештеници користили су се његовим саветима о организовању помоћи сиромашнима, питали су га за мишљење о томе како се односити према свим врстама самозваних "пророка".
Дана 30. јануара 1934. године, Јован је задржан, смјештен у затвор, али је сутрадан пуштен под условом да не напушта место. Током истраге дао је исказ: "Народ ме сматра праведним човеком и духовником, нисам га одвратио од тога ... Свима који су ми се обраћали с приговорима или за савет давао сам те савете, смиривао сам и позивао на стрпљење." 26. фебруара покренути случај против Јована је укинут "због болести и старости".
Отац Јован је, упркос забранама власти, и даље примао оне који су од њега тражили савет и духовно вођство. Служио је у цркви Свете Тројице у селу Соловтсовка, а након њеног затварања 1935. отишао је да служи у Успенској цркви у селу Књажевка.
Дана 24. октобра 1936. године, због пријаве о читању духовне поезије након службе, ухапшен је, смештен у окружни затвор у селу Кондол, затим у затворску болницу. 28. новембра пребачен је у затвор у Пензи.
Оптужен је да је "ширио гласине о себи као о проницљивом старцу ", а посете верника бројним селима послужиле су му као прилика да подстакне неповерење у совјетски систем." На суђењу је изјавио: „Не осећам се кривим. Људи су ми долазили с тугом да разговарају. Никад никоме нисам ништа рекао о совјетској власти. "
19. марта 1937. године, гостујућим заседањем Посебног одбора Окружног суда Куибусхев, осуђен је на 6 година затвора. 26. маја, Колегијум за посебне случајеве Врховног суда РСФСР поништио је пресуду и Јован је пуштен на слободу.
Током Великог отаџбинског рата молио се за побједу над нацистима. У октобру 1945. године, верници су издејствовали одлуку о отварању претходно затворене цркве Светог Тројства у селу Соловтсовка. 2. септембра 1946. храм је свечано осветио пензински владика Михаил (Постников). Истог дана епископ Михаил рукоположио је оца Јована за јеромонаха. За дугогодишње служење Цркви, о. Јована је Патријарх одликовао напрсним крстом са украсом.
Последње године живота поштован је као старији, свакодневно је примао ходочаснике показујући дар видовитости, духовног водства, исцељења и утехе. Давао је кратке савете и упутства, пуне дубоког значења, лечио је болесне. Не само православни, већ и локални муслимански Татари односили су се према оцу Јовану с дубоким поштовањем и често су му се обраћали за савет. Наставио је водити најстрожи начин поста. Није јео ни рибу ни месо, ноћу се молио на кољенима, спавао у лијесу. Наставио је служити празницима у цркви Свете Тројице Соловцов, што је изазвало незадовољство надлежног Савета за послове Руске православне цркве, који је тражио да епархијске власти да "зауставе ова кршења".
26. марта 1951. оца Јована су непознате особе тешко претукле, а 24. јула (стари календар) 1951. је умро.
Предвидео је дан своје смрти. Пре своје смрти, отац Јован примио је Свете тајне. Четири свештеника служила су у цркви Свете Тројице Соловцова. Ковчег с телом оца Јована на рукама је ношен од Соловтсовке до гробља села Оленевка, праћен великом поворком верника.
5. августа 1996. године, са благословом пензанског епископа Серафима (Тихонова), пребачен је у храм Соловцов и сахрањен иза олтара.
27. децембра 2000. године, одлуком Светог синода Руске православне цркве, име отац Јован је укључен у Сабор новомученика и исповедника свете Русије. 31. маја 2001. године његове мошти су пренесене у Сергијеву цркву у селу Соловтсовка .